# Erick Aceves

## Trayectoria
Aceves, que juega de Centro campista o Extremo, Fue Juvenil en Chivas de Guadalajara, unos años después emigra a España para integrarse a los juveniles de la Gramanet en donde en 6 juegos convirtió 7 goles, así mostrando interés de varios equipos en aquel continente, al final lo termina contratando el CE Jenlai (2014-2015) de la Segunda división Andorrana, siendo el jugador más joven y capitán de ese equipo jugando todos los partidos de liga de titular, por su rendimiento en este equipo despertó el interés de varios equipos de primera entre ellos el FC Encamp y la UE Engordany, donde terminó fichando por este último (2015-2016) , Aceves es un jugador de 20 años de nacionalidad Mexicana, que se caracteriza por ser izquierdo muy técnico y con un gran disparó de larga distancia.

## Clubes
| Club      | Temporada | Liga     | Liga  | Copa     | Copa  | Europa   | Europa | TOTAL    | TOTAL |
| Club      | Temporada | Partidos | Goles | Partidos | Goles | Partidos | Goles  | Partidos | Goles |
| --------- | --------- | -------- | ----- | -------- | ----- | -------- | ------ | -------- | ----- |
| Gramanet  | 2013-14   | 6        | 7     | 0        | 0     | 0        | 0      | 0        | 7     |
| CE Jenlai | 2014-15   | 14       | 5     | 0        | 0     | 0        | 0      | 0        | 5     |

- Datos: Q23699905